# Sapindus trifoliatus
Sapindus trifoliatus es una especie de árbol perteneciente a la familia Sapindaceae. Se encuentra en Asia.

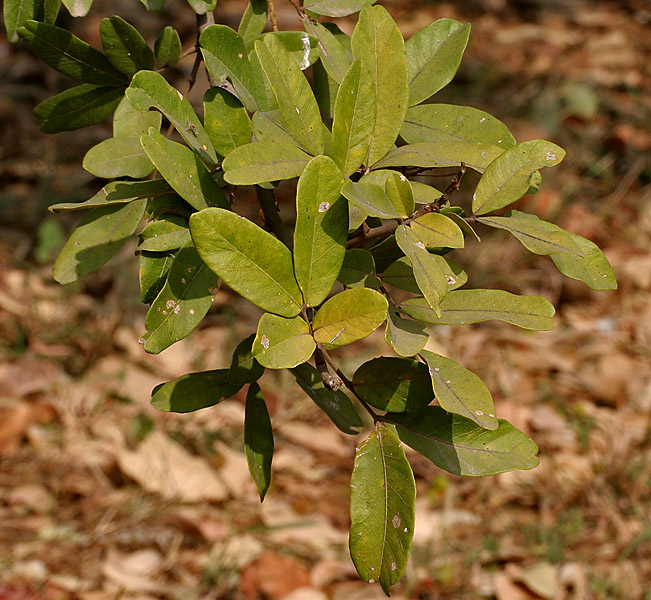
Hojas.

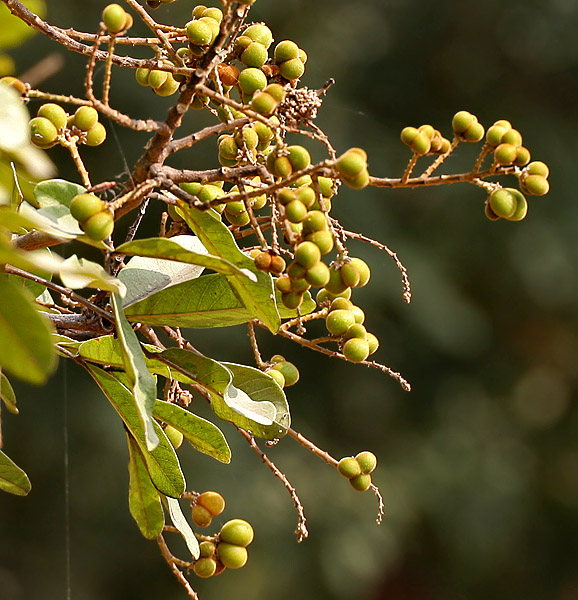
Frutos.

## Descripción
Es un árbol de tamaño mediano. Las hojas de 12-17 cm de largo, con 2-3 pares de folíolos  opuestos, de 6-11 cm de largo, 4.5-9 cm  de ancho, elíptico-ovales, glabros o pubescentes, obtusos a emarginados, el par terminal más grande; peciólulo c. 5 mm de largo, pubescentes. Las flores dispuestas en panículas terminales pubescentes; bráctea 1; bractéolas 2, de 1 mm de largo. El fruto es una drupa 3-lobulada,  obovoide de 1.2-1.5 cm de largo, 1,5 cm de ancho, oxidada de la pubertad. Semillas de color negro, globosas, de 6 mm de diámetro.

## Distribución y hábitat
Se encuentra en Birmania, Ceilán, y los bosques secos caducifolios del Deccan y Carnatic.

## Usos
El árbol se valora más por sus frutos que contienen saponina, y normalmente se cultiva en los pueblos. En el oeste de Pakistán, el árbol es poco frecuente.

## Taxonomía
Sapindus trifoliatus fue descrita por Carlos Linneo y publicado en Species Plantarum 36(1): 586, en el año 1753.
Etimología
Sapindus: nombre genérico que deriva de las palabras del latín sap que significa "jabón", e indicus, que significa "de la India ".
trifoliatus: epíteto latíno que significa "con tres hojas"
Sinonimia
- Sapindus emarginatus Vahl[5]